# Dreieckige Venusmuschel
Die Dreieckige Venusmuschel (Gouldia minima) ist eine im Meer lebende Muschel-Art aus der Familie der Venusmuscheln (Veneridae).

## Merkmale
Das gleichklappige, mäßig geblähte Gehäuse ist annähernd dreieckig oder auch rundlich im Umriss. Es ist fast gleichseitig, die Wirbel sitzen knapp vor der Mittellinie. Es wird bis zu 16 mm lang. Nordsieck gibt folgende Breite-/Höhe-/Dicke-Werte an: 10/9/5 mm, der vordere Dorsalrand fällt steil ab und ist gerade. Der hintere Dorsalrand fällt etwas flacher ab und ist konvex gewölbt. Der Ventralrand ist weit ausgewölbt. Die Lunula ist deutlich abgesetzt, länglich-lanzettlich mit radial angeordneten Gruben. Die Area ist dagegen nur undeutlich. Das Ligament ist eingesenkt und erstreckt sich über die Hälfte des hinteren Dorsalrandes. Das Schloss weist drei divergierende Hauptzähne in jeder Klappe auf. In der rechten Klappe kommen zwei vordere Seitenzähne hinzu. In der linken Klappe ist nur ein vorderer Seitenzahn vorhanden. Die zwei Schließmuskel sind in etwa gleich groß und deutlich auf der Schale umrissen. Die Mantelbucht ist sehr klein, eine kleine flache Einbuchtung, und sitzt unmittelbar unterhalb des hinteren Schließmuskels. Der innere Gehäuserand ist glatt.
Die Schale ist dick und festschalig. Die Ornamentierung besteht aus randparallelen Rippen und Gruben. Rippen und Gruben sind annähernd glatt, abgesehen von feinen Anwachsstreifen. Das Periostracum ist dünn und seidig-glänzend. Die Farbe variiert von weißlich, bräunlich, rot bis violett mit dunkleren Streifen, Linien, Strahlen und Flecken auf hellerem Untergrund. Die Innenseite der Schale ist weiß-glänzend.
Der Weichkörper ist grau und durchscheinend. Der Mantel ist mit braunen Flecken versehen und hat kurz, zylindrische Papillen. Die Siphonen sind ungleich lang, insgesamt gesehen recht kurz. Der Fuß ist vergleichsweise groß und zungenförmig und fungiert als Grabfuß.

## Geographische Verbreitung, Lebensraum und Lebensweise
Das Verbreitungsgebiet der Art im Ostatlantik reicht von Norwegen bis nach Westafrika (Elfenbeinküste) sowie in das Mittelmeer und bis in das Schwarze Meer hinein. Sie kommt auch in den Gewässern um die Azoren, Madeira und den Kanarischen Inseln vor. 
Die Tiere leben eingegraben in sandigen Böden, Schlammböden, aber auch sandigen bis kiesigen Böden von 8 Meter Tiefe bis an den Kontinentalrand. Der tiefste Nachweis stammt aus 1287 Meter Wassertiefe (Nordsieck). Die Tiere ernähren sich filtrierend von Kleinstorganismen.

## Ähnliche Arten
Die Dreieckige Venusmuschel (Gouldia minima) unterscheidet sich etwa von der Rauen Venusmuschel (Venus verrucosa) durch die sehr kleine Mantelbucht und die zwei Seitenzähne in der rechten Klappe. Bei dieser Arten sind die randparallelen Rippen warzig ausgebildet.

## Taxonomie
Georg Montagu führte das Taxon 1803 in der ursprünglichen Kombination Venus minima in die wissenschaftliche Literatur ein. Es wird heute ganz allgemein zur Gattung Gouldia C. B. Adams, 1847 gestellt. Früher wurde es auch zur Gattung Circe und Gafrarium gestellt. MolluscaBase verzeichnet eine ganze Reihe von Synonymen: Circe minima (Montagu, 1803)
Circe minima var. minor Marion, 1883, Circe striata Locard, 1892, Circe undulata Locard, 1892, Cytherea apicalis Philippi, 1836, Cytherea sismondae Calcara, 1845, Gouldia minima var. citrina Bucquoy, Dautzenberg & Dollfus, 1893, Gouldia minima var. mirabilis Bucquoy, Dautzenberg & Dollfus, 1893, Gouldia minima var. penicillata Bucquoy, Dautzenberg & Dollfus, 1893, Gouldia minima var. rubicunda Bucquoy, Dautzenberg & Dollfus, 1893, Gouldia planata distantelamellata Nordsieck, 1969, Venus cyrilli Scacchi, 1832, Venus inquinata Lamarck, 1818, Venus pumila Lamarck, 1818 und Venus triangularis Montagu, 1803.

## Belege

### Online
- Marine Bivalve Shells of the British Isles: Gouldia minima (Montagu, 1803) (Website des National Museum Wales, Department of Natural Sciences, Cardiff)
- Marine Species Identification Portal: Gouldia minima (Montagu, 1803)
- Gouldia minima (Montagu, 1803) Conchological Society of Great Britain and Ireland (abgerufen am 17. Mai 2017).